# CJ-1
Cet article traite d'un missile chinois. Pour le véhicule tout-terrain américain, voir « Willys CJ-1 ».
Le CJ-1 (chinois : 长箭 ; pinyin : Changjian ; litt. « Longue flèche ») est un dérivé chinois du missile anti-sous-marins russe 91RE1.

## Historique
La Chine importa tout d'abord les versions anti-sous-marine et d'attaque terrestre du missile 3M-54 Club (OTAN : SS-N-27). Les militaires en furent alors très contents, mais le prix leur convenait beaucoup moins... Il était beaucoup trop cher de faire rentrer individuellement chacune des versions du missile russe, et la Chine décida alors de développer ses propres missiles localement, en n'omettant pas de baser leur développement sur celui des quelques exemplaires déjà importés. Le CJ-1 fut donc conçu à partir de la version 91RE1 du Club, à propulsion par carburant solide.
La firme Norinco fut désignée comme contractant principal du projet, visant à améliorer le 91RE1. La première de ces améliorations fut alors de repousser les limites de déploiement opérationnel du missile. L'arme originale ne pouvait en effet être employée que depuis les sous-marins russes de la classe Kilo, et ne pouvait pas être employé par les nouveaux sous-marins chinois, fabriqués localement mais équipés de systèmes de contrôle de tir dérivés des systèmes russes. Une autre caractéristique du nouveau missile venait de sa fabrication au standard GJV289A, l'équivalent chinois du standard MIL-STD-1553B qu'utilise l'OTAN, ce qui permettait au missile d'être employé indifféremment depuis des plateformes russes ou occidentales. La seconde grande amélioration, dont disposent toutes les variantes de la version chinoise du missile, vint de leur conception modulaire, leur permettant d'être équipés d'une grande variété de charges militaires de types différents.

## Caractéristiques

### CJ-1 anti-sous-marin
Il s'agit là du premier membre de la famille des versions chinoises du 91RE1. L'amélioration la plus importante vient de ses capacités d'emport très variées : En plus de la torpille légère dont était déjà équipé à l'origine le missile russe, le CJ-1 peut emporter un grand nombre de torpilles occidentales différentes. La nécessité d'une telle amélioration vient surtout du fait que la torpille d'origine, l'APR-3E, bien qu'étant rapide, ne dispose que d'une portée trop faible pour la grande majorité des situations de combat dans lesquelles elle est employée. En comparaison, les torpilles occidentales, ainsi que la copie qu'il en est fait chez les Chinois, ont une portée trois fois supérieure à leur cousine russe, bien qu'étant un peu plus lentes.
Même s'il est souvent désigné comme étant un « missile » anti-sous-marins, le CJ-1 n'est pas réellement un missile, car les missiles possèdent normalement un système de guidage interne pour être dirigés pendant leur vol. Ce que le CJ-1 ne possède pas. En fait, le missile est tiré dans la direction approximative de sa cible et est maintenu en vol par un système de guidage inertiel très basique et assez limité, le vrai guidage intervenant seulement lorsque la torpille est larguée et qu'elle rentre dans l'eau. La définition la plus proche de cette arme serait « torpille propulsée par roquette », ce que les Chinois déclarent d'ailleurs officiellement à propos du CJ-1, en le décrivant comme une arme à mi-chemin entre un missile guidé et une roquette non-guidée. Lorsque la charge militaire employée est une grenade sous-marine, le terme employé par les Chinois est « roquette anti-sous-marine » (à longue portée). Cette charge de profondeur, d'une taille et d'une masse réduites, permettrait également d'étendre la portée de l'ensemble de plus de 60 %, affichant ainsi une distance d'engagement de près de 80 km.
Données techniques :
- Longueur : ≈ 8 m
- Diamètre : 53,3 cm
- Masse : ≈ 2 tonnes
- Portée : de 50 à 80 km, en fonction de la charge militaire employée
- Vitesse : ≈ Mach 2,5
- Charge militaire : Charge de profondeur ou torpille, d'un diamètre allant jusqu'à 400 mm
- Altitude de croisière : Trajectoire balistique
- Propulsion : Moteur-fusée à carburant solide
- Guidage : Inertiel pendant le vol

### CJ-1 anti-navire
Plutôt que d'importer les modèles anti-navires à changement de milieu du Club, la Chine préféra développer sa propre version. Afin de simplifier la chaîne logistique et de réduire les coûts, la version anti-navire fut développée à partir de la version anti-sous-marine du CJ-1, à moteur-fusée à carburant solide (alors que la version anti-navire du missile russe employait un turboréacteur).
Un grand nombre d'autodirecteurs variés furent développés pour le CJ-1, radar actif, imagerie infrarouge et TV, tandis que sa trajectoire fut modifiée, afin de le faire voler au plus près de la surface de l'eau. Les charges militaires sont également très variées en taille et masse, la plus grosse d'entre elles pesant environ 500 kg.
L'avantage certain du CJ-1 sur le C-801, alors qu'il a la même portée et la même propulsion que ce dernier, vient de la taille de sa charge militaire, plus de quatre fois plus imposante. De plus, lorsqu'il est armé avec des charges plus petites, le CJ-1 voit sa portée augmentée de plus de 60 %, allant jusqu'à 80 km. Ces avantages sont également valables lorsque l'on compare le CJ-1 avec le C-802, à turboréacteur, en y ajoutant le fait qu'un propulseur à poudre est beaucoup plus facile et économique à entretenir et stocker. D'après les affirmations des russes, le 91RE1 peut être stocké pendant trois ans sans la moindre attention, et cette caractéristique serait donc présente dans le CJ-1. En comparaison, n'importe quel missile à turboréacteur nécessite une visite d'entretien périodique régulière, lorsqu'il est stocké, ce qui augmente inévitablement les coûts d'exploitation.
Données techniques :
- Longueur : < 8 m
- Diamètre : 53,3 cm
- Masse : ≈ 2 tonnes
- Portée : de 50 à 80 km, en fonction de la charge militaire employée
- Vitesse : ≈ Mach 2,5
- Charge militaire : Jusqu'à 500 kg
- Altitude de croisière : ≈ 20 m
- Propulsion : Moteur-fusée à carburant solide
- Guidage : radar actif, imagerie infrarouge ou TV

## Utilisateur
- Chine : Au sein de la marine de l’Armée populaire de libération